# Hrabstwo Box Elder

Piramida wieku hrabstwa

Hrabstwo Box Elder – hrabstwo w USA na północnym zachodzie stanu Utah. Graniczy ze stanami Idaho na północy i Nevadą na zachodzie. W roku 2000 liczba mieszkańców wyniosła 42 745. Stolicą jest Brigham City.

## Geografia

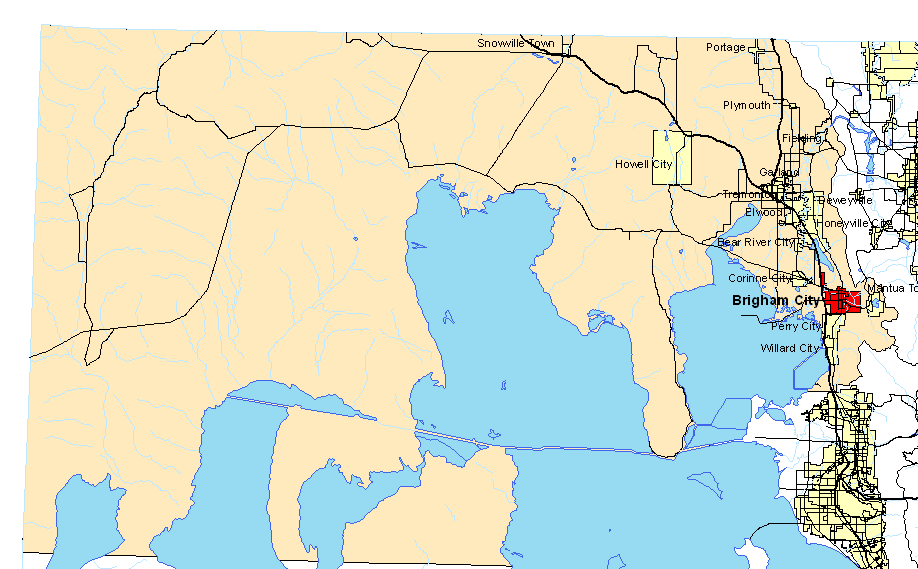
Box Elder

Całkowita powierzchnia wynosi 17 428 km² z tego 2 605 km² (14,95%) stanowi woda.
Na wschodzie znajduje się pasmo górskie Wellsville Mountains, fragment Wasatch Range. Na zachodzie pustynia, niemal niezamieszkana. Na południu, fragment Wielkiego Jeziora Słonego. Autostrada Międzystanowa nr 15 przechodzi przez wschód, krzyżując się z Międzystanową nr 84 w Brigham City.

### Miasta
- Bear River City
- Brigham City
- Corinne
- Deweyville
- Elwood
- Garland
- Fielding
- Howell
- Honeyville
- Mantua
- Perry
- Plymouth
- Portage
- Snowville
- Tremonton
- Willard

### CDP
- Riverside
- South Willard
- Thatcher

### Sąsiednie hrabstwa
- Cache – wschód
- Weber – południowy wschód
- Tooele – południe
- Elko w Nevadzie – zachód
- Cassia w Idaho – północ
- Oneida w Idaho – północ